# Fanny Rabel
Fanny Rabel ur. jako Fanny Rabinowicz (ur. 27 sierpnia 1922 w Lublinie, zm. 25 listopada 2008 w Meksyku) – meksykańska malarka żydowskiego pochodzenia, urodzona w Polsce.

## Życiorys
Fanny Rabel urodziła się w rodzinie polskich Żydów,  podróżujących aktorów. Kiedy była dzieckiem, nie mogła mieć lalek, jak twierdzi jej córka, Paloma Woolrich, więc narysowała te, które widziała w witrynach sklepowych.
Rodzina przeniosła się do Paryża w 1929, gdzie po raz pierwszy Rabel poszła do szkoły. Do Meksyku przeprowadzili się w 1936 (2 lata wcześniej, niż dotychczas podawano – data zweryfikowana przez córkę artystki, Palomę Woolrich, na podstawie paszportów rodzinnych przechowywanych w jej osobistym archiwum).
Antynazistowskie i antyfaszystowskie poglądy Fanny Rabel zaowocowały udziałem w przygotowaniu muralu „Retrato de la Burguesía” w 1940 na budynku Sindicato Mexicano de Electricistas przy Alfonso Caso Street w Meksyku. Rabel spotkała w Meksyku grupę wygnanych Hiszpanów wraz z Antonio Pujolem, który zaprosił ją do udziału w projekcie muralu kierowanym przez niego, Davida Alfaro Siqueirosa, Josépha Renau, Luisa Arenal, Antonio Rodrígueza Luna i Miguela Prieto. Ta praca przedstawiała m.in. dzieci zabite przez hitlerowskie bombardowania w Hiszpanii.
Studiowała w Escuela Nacional de Pintura, Escultura y Grabado „La Esmeralda” wkrótce po jego założeniu w 1942. Uczęszczała na zajęcia z José Chávezem Morado, Feliciano Peñą i Fridą Kahlo, z którymi się zaprzyjaźniła. W Casa Azul została jedną z uczennic Fridy Kahlo, członkinią czteroosobowej grupy „Los Fridos”. Była jedyną kobietą w tej grupie, ucząc się u boku Guillermo Monroy, Arturo García Bustos i Arturo Estrada. Inni jej nauczyciele to Francisco Zúñiga, Alfredo Zalce, Raúl Anguiano, David Alfaro Siqueiros, Carlos Orozco Romero i Diego Rivera.
W trakcie kariery zmieniła nazwisko z Rabinovich na Rabel.
Rabel poślubiła urologa Jaime Woolricha i miała dwoje dzieci, Abla i Palomę Woolrich, które zostały aktorami.
Przez wiele lat mieszkała w mieszkaniu przy ulicy Martinez de Castro w dzielnicy San Miguel Chapultepec w Meksyku. Pod koniec życia straciła pamięć. Podejrzewano chorobę Alzheimera. W tym czasie została niemal eksmitowana ze swojego mieszkania, ponieważ uznano je za niebezpieczne, ale mieszkała tam aż do śmierci. Została pochowana w Panteón Israelita.

## Kariera
Rabel pierwszą swoją wystawę miała w 1945 na Liga Popular Israelita. Zaprezentowała 24 oleje, 13 rysunków i 8 rycin. Wprowadzenie do tej wystawy napisała Frida Kahlo. W 1955 Rabel miała indywidualną wystawę w Salón de la Plástica Mexicana. Wystawa w 2007 na Universidad Autonoma Metropolitana była jej ostatnią. Jej prace można znaleźć w zbiorach ponad 15 państw, m.in. w Nowojorskiej Bibliotece Publicznej, Bibliotece Kongresu w Waszyngtonie, Królewskiej Duńskiej Akademii Sztuk, Bibliotece Narodowej w Paryżu, Casa de las Américas w Hawanie, Benemérita Universidad Autónoma de Puebla i w Museo de Arte Moderno w Meksyku.
Uważana jest za pierwszą muralistkę w Meksyku. Była asystentką Diego Riviery podczas jego prac nad freskami w National Palace i uczennicą Davida Alfaro Siqueiros. Jej najważniejszym muralem jest Ronda en el tiempo znajdującym się w Museo Nacional de Antropología. Powstał w latach 1964–1965. Stworzyła również murale w Unidad de Lavaderos Público de Tepalcatitlán (1945), Sobrevivencia, Alabetización w Coyoacán (1952), Sobrevivencia de un pueblo w Centro Deportivo Iseaelita (1957), Hacia la salud dla Hospital Infantil de México (1982), La familia mexicana w Registro Público de la Propiedad (1984; Rabel wolała nazywać go Abolición de la propiedad privada) i w Imprenta Artagraf. W porozumieniu z innymi artystami uczestniczyła w tworzeniu muralu na La Rosita pulque bar i na Casa de la madre Soltera.
Była członkinią Salón de la Plástica Mexicana i Taller de Gráfica Popular, dołączając do obu w 1950. Grupa jej przyjaciół nominowała ją do Premio Nacional de Arte, ale nominacja została odrzucona. Jednak jej prace zostały uhonorowane wieloma retrospektywnymi wystawami przed i po jej śmierci. W 2007 odbyła się retrospektywa jej pracy na Festival de México w historycznym centrum Meksyku w House of the First Print Shop – La Fanny de los Fridos. Jej prace były prezentowane na wystawie Fanny Rabel y Mujeres del Salón de la Plástica Mexicana w Bibliotece José Vasconcelos. Salón de la Plástica Mexicana miała retrospektywę jej prac po jego śmierci pod tytułem Retrospectiva in Memoriam, Fanny Rabel (1922–2008), które odbyło się w Muzeum Universidad Popular Autónoma del Estado de Puebla.
Z okazji 60. rocznicy powstania Wydziału Sztuki Universidad Iberoamericana w dzielnicy Meksyku Santa Fe Galeria Andrea Pozzo we współpracy z Museo Soumaya zorganizowała wydarzenie pod hasłem Para participar en lo justo: recuperando la obra de Fanny Rabel. Odbyła się wystawa prac i materiałów z archiwum Fanny Rabel (około 90 dzieł sztuki, grafik, szkiców murali, obrazów, plakatów, dokumentów osobistych, filmy dokumentalne), spektakl teatralny, konferencja i warsztaty graficzne dla dzieci i dorosłych. W 2013 podczas 7. Forum Kobiet Sukcesu w Salón Mural del Centro Deportivo Israelita podczas zbiorowej wystawy zatytułowanej A propósito de Fanny Rabel zaprezentowano prace 25 meksykańskich artystów i artystek.

## Twórczość

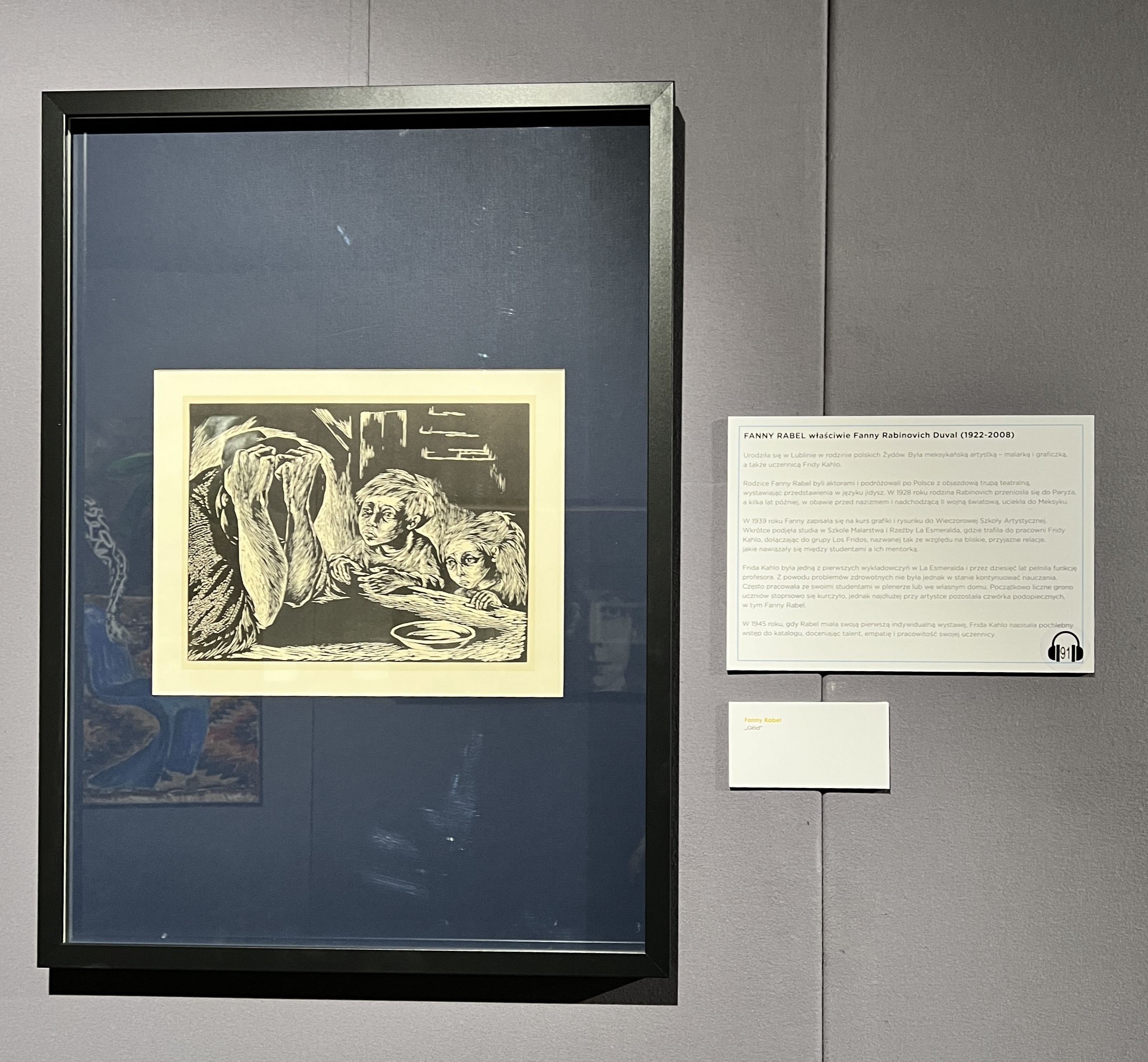
Praca Fanny Rabel Głód na wystawie immersyjnej Frida w Krakowie (2025)

Rabel jest uważana za pierwszą współczesną muralistkę w Meksyku, chociaż wykonała również znaczącą pracę w malarstwie, grawerowaniu, rysunku i rzeźbie ceramicznej. Jej prace zostały sklasyfikowane jako poetycki surrealizm, neoekspresjonizm i są również uważane za część Escuela Mexicana de Pintura – dominującego ruchu artystycznego od początku do połowy XX wieku w Meksyku. Razem z Arnoldem Belkinem i José Hernándezem Delgą jest uważana za jedną z jego najmłodszych muralistów.
Rabel była bardziej zainteresowana przedstawieniem bólu człowieka niż radości. Leopoldo Méndezowi powiedziała, że nie może tworzyć dzieł bojowych, przedstawiających ludzi z zaciśniętymi pięściami i zaciętymi twarzami, i że chce opuścić Taller de Gráfica Popular. Méndez przekonał ją do pozostania, mówiąc, że obrazy o lżejszej tematyce są równie ważne w walce politycznej. W jej pracach często pojawiają się dzieci o meksykańskich rysach, często wyrażające coś między śmiechem a łzami. Na ogół są to biedne dzieci, które miały ilustrować grupy marginalizowane społeczno-ekonomicznie. Nie malowała jednak jawnej tragedii ani łez. W wielu jej pracach różne klasy społeczne Meksyku są skontrastowane, często pojawia się ludność tubylcza. Uważała, że delikatność jej prac jest dla rewolucji. Wykonała również jeden portret Fridy Kahlo – rysunek ołówkiem, który został po raz pierwszy wystawiony pod koniec jej życia.
To, że była zamożną osobą, ją niepokoiło – martwiła się wykorzystywaniem biednych dla sztuki. W przeciwieństwie do artystów, którzy unikali wiadomości i popkultury, aby nie wpływały one osłabiająco na ich sztukę, Rabel chodziła na koncerty, słuchała radia i była fanką filmów z Meksyku i Hollywood.
Jako jedna z pierwszych w swoim pokoleniu rozwijała tematy związane z ekologią, przemianami w Meksyku oraz technokracją z naciskiem na handel. W 1979 rozpoczęła serię obrazów zatytułowanych Réquiem por una ciudad, przedstawiających zniszczenie Meksyku przez smog, ruch uliczny i śmieci. Są to m.in. Diálogo capitalino, Muerte citadina, Los peatones van al cielo, El profundo drenaje, La rebelión de los peatones oraz México, D.F.. Réquiem para una ciudad z 1979 porusza trzy tematy: brak komunikacji międzyludzkiej, ruch uliczny oraz zanieczyszczenie powietrza i ziemi. La rebelión de los peatones z 1987 wyraża zaniepokojenie nadmiarem samochodów w mieście.